# Segueta

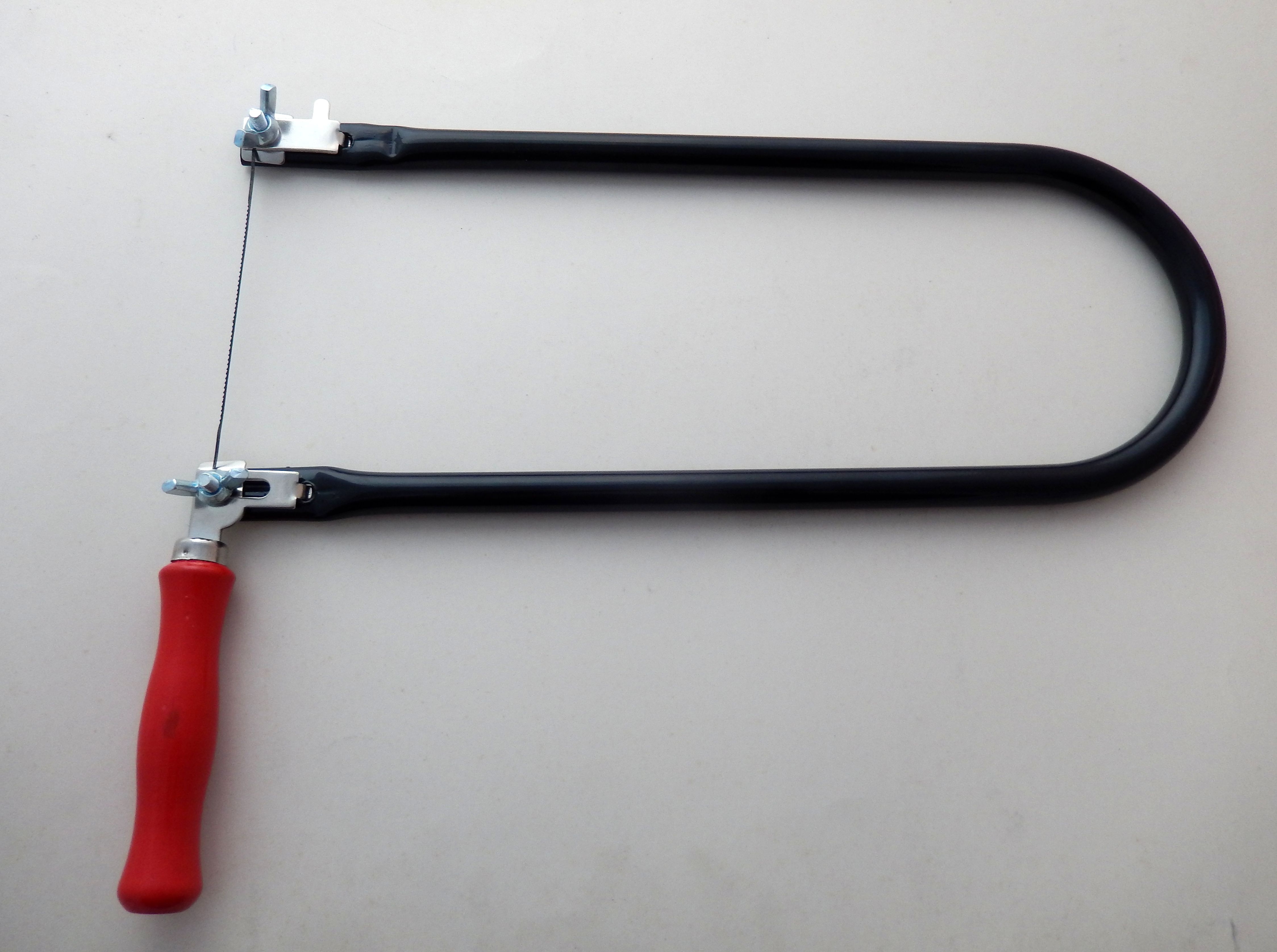
Una segueta.

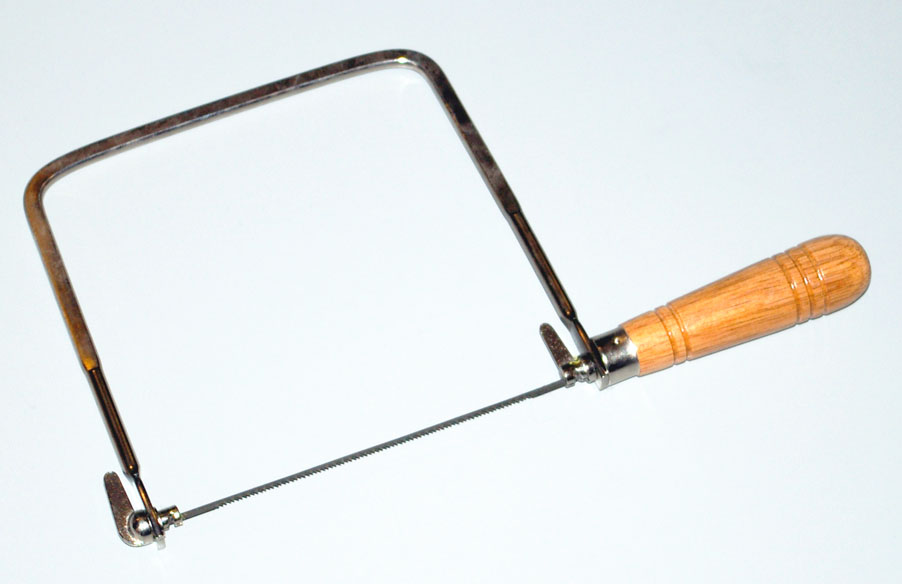
Una segueta convencional

Una segueta, sierra de marquetería o sierra de calar es una herramienta cuya función es cortar o serrar, principalmente madera o contrachapados, aunque también se usa para láminas de metal o molduras de yeso.

## Segueta de Arco
En las segueta de arco manual y mecánicas se utiliza una acción cortante alternativa en la hoja, la cual está montada para alternar (reciprocar) en un plano horizontal. El movimiento de corte es perpendicular al plano de la pieza de trabajo, la cual se monta en un tornillo de banco o prensa. El avance se produce con el movimiento vertical de la hoja de la sierra de arco, con accionamiento hidráulico o mecánico. 
Se denomina segueta o sierra manual a una herramienta manual de corte que está compuesta de dos elementos diferenciados. De una parte está el arco o soporte donde se fija mediante tornillos tensores la hoja de segueta y la otra parte es la hoja de segueta que proporciona el corte.
- La segueta de mano es generalmente utilizada para realizar pequeños cortes con piezas que estén sujetas en el tornillo de banco (en trabajos de mantenimiento industrial).
- La hoja de la sierra tiene diverso dentado y calidades dependiendo del material que se quiera cortar con ella.
- El arco de segueta consta de un arco generalmente de unos 18 centímetros con un mango para poderlo tomar con la mano y poder realizar la fuerza necesaria para el corte.
- El conjunto de la hoja de segueta y el arco debe estar bien montado y tensado para dar eficacia al trabajo.
- La hojas de segueta más comunes son de 14 y 32 dientes por pulgada lineal y como regla a mayor número de dientes el corte es más fino y a menor es más rápido el corte aunque más burdo.
- Las seguetas normalmente son de acero al carbón lo cual las vuelve rígidas y quebradizas o bimetalista de cuerpo flexible tipo resorte y dientes rígidos de acero al carbón electro soldados, la primera dura más si se tiene la destreza necesaria para cortar y la segunda al ser flexible es más difícil de romper, esta es por lo general la causa por la que se desecha una segueta. De igual manera algunas seguetas se encuentran diseñadas con diamantes micrométricos, mismos que por su dureza permite cortar materiales extremadamente duros